# Thatgamecompany
Thatgamecompany (стилізована як thatgamecompany) — американська студія, що спеціалізується на розробці комп'ютерних ігор, заснована студентами Університету Південної Каліфорнії Келлі Сантьяго і Дженова Ченом в 2006 році. Студія була раніше розробником для Sony Computer Entertainment, уклавши контракт на створення трьох завантажуваних ігор для сервіса PlayStation 3 PlayStation Network, і з того часу забезпечили незалежне фінансування.

## Ігри
В Flow гравець проходить серію двовимірних площин з водним мікроорганізмом, який розвивається, споживаючи інші мікроорганізми. Дизайн гри заснований на дослідженні Чена динамічного регулювання труднощів в Університеті Південної Каліфорнії, і на теоретичній концепції розумового занурення або потоку психолога Михая Чиксентмихаї. Гра була випущена для PlayStation 3 22 лютого 2007 року.